# Zinaïda Erchova
Zinaïda Vassilievna Erchova (russe : Зинаида Васильевна Ершова), née le 23 octobre 1904 à Moscou et morte le 25 avril 1995 dans cette même ville, est une chimiste, physicienne et ingénieur russe. Elle a passé toute sa carrière à travailler avec des éléments radioactifs et a dirigé des laboratoires produisant des matières radioactives utilisées principalement dans le projet de bombe atomique soviétique et le programme spatial soviétique. 

## Jeunesse et formation
Zinaïda Vassilievna Erchova naît le 23 octobre 1904 à Moscou. En 1923, elle s'inscrit à la faculté de physique et de mathématiques de l'université d'État de Moscou dont elle sortira diplômée en 1929. Pendant ses études, elle collabore avec Vitali Khlopine, directeur adjoint de l'Institut du radium récemment ouvert à Pétrograd.  

## Carrière
En 1930, elle commence à travailler comme spécialiste du traitement du radium des gisements de Tyuya-Muyun (au Kirghizistan) et devient rapidement chef du laboratoire de physique. Les premiers lots de radium produits par la jeune équipe sont livrés à l'hiver 1931, 200 milligrammes purs à 90 %. En 1936, elle est envoyée en stage au laboratoire Marie Curie à Paris. Avec Irène Joliot-Curie, elle publie un article en 1937 dans le Journal de physique : « Estimation du ratio uranium-238 / uranium-235 en U-Y ».  
Sur recommandation de Khlopine, elle est recrutée au Giredmet, l'institut d'État des métaux rares, en tant que chef du laboratoire du radium. Lorsque les Allemands envahissent l'Union soviétique en 1941, elle est évacuée au Kazakhstan avec sa famille. En 1943, elle est rappelée d'urgence à Moscou par le gouvernement. Le physicien Igor Kourtchatov, l'un des chefs de file du projet atomique soviétique, lui demande de produire du carbure d'uranium et de l'uranium métallique. Elle soutient sa thèse de doctorat la même année. 
En 1945, elle dirige des travaux dans une usine pilote d'Elektrostal pour fabriquer des lingots d'uranium. On l'appelle la « Madame Curie russe ». Elle comprend la nécessité d'un institut de recherche ayant une portée technique et scientifique plus large — il n'y avait que deux institutions, Giredmet et RIAN, travaillant avec des radio-isotopes — et soumet l'idée à ses supérieurs, déclenchant la colère de Khlopine.  
En 1944, le Comité de défense de l'État lance l'Institut des matériaux spéciaux (plus tard NII-9, l'Institut pan-russe de recherche A. Bochvar sur les matériaux inorganiques (VNIINM)), sous la direction du colonel-ingénieur V.B. Chevtchenko. Yershova, V.D. Nikolski et N.S. Povitski organisent les projets de conception technique et les soumettent à Beria, le très redouté chef de la sécurité de l'État soviétique. 
Zinaïda Erchova est à la tête du premier laboratoire de radiochimie du NII-9 dès le début de 1946, et pendant les trois années suivantes. Elle travaille sur le développement d'une technologie pour extraire de l'uranium ses dérivés : le plutonium, le bismuth et le polonium. Une usine pilote de production de plutonium — Mayak — est construite. Au début de 1947, des lingots d'uranium irradiés par le réacteur F-1 commencent à arriver à l'Institut pour en extraire du plutonium. En décembre 1947, la jeune équipe produit le premier plutonium soviétique, une masse de 73 microgrammes,. 
En 1948, elle passe à la production de polonium dans un nouveau laboratoire. La technologie « humide » qu'elle développe avec D.M. Ziva (dissolution de lingots de bismuth irradiés dans de l'acide nitrique suivi d'un dépôt sur du cuivre ou de la poudre de bismuth suivi d'une sublimation sous vide) permet de produire de grandes quantités de sources de neutrons polonium-béryllium dans une autre nouvelle usine. La première charge nucléaire soviétique, le RDS-1, est testée en août 1949, en utilisant ces produits. Pour sa contribution, elle reçoit le prix d'État d'URSS, la même année. Après 1949, elle est chargée de produire du tritium à partir de l'irradiation du lithium pour l'utiliser dans le développement de la bombe à hydrogène soviétique. En 1952, elle obtient son doctorat. 
Dans les années 1960, Zinaïda Erchova se concentre sur la production de tritium utilisé dans la recherche sur le cycle du combustible au tritium pour les réacteurs et « installations » (telles que KB-11 dans la ville fermée de Sarov). Le polonium était alors moins utilisé par les concepteurs d'armes nucléaires que comme une source d'énergie atomique à petite échelle. Avec BV Petrov, elle développe un procédé « sec », plus sûr et plus efficace, la distillation sous vide du polonium à partir du bismuth fondu irradié. Elle étudie les réactions du polonium avec de nombreux éléments différents. Ses laboratoires produisent des produits en polonium pour les générateurs de courant électrique des satellites de communication (Kosmos-84 et Kosmos-90 en 1965) et trois blocs thermiques (en 1968, 1970 et 1972) pour les rovers lunaires Lunokhod-1 et Lunokhod-2. Elle reçoit le prix de l'Académie des sciences d'URSS V.G. Khlopine en 1968 pour ses travaux sur la chimie du polonium.
Elle prend sa retraite du NII-9 après une carrière de quarante ans. Elle meurt le 25 avril 1995 et est enterrée au cimetière Vagankovskoïé de Moscou.